# Рікарда Ланг
Рікарда Ланґ (нім. Ricarda Lang, нар. 17 січня 1994, Фільдерштадт) — німецька жінка-політик, співголова партії Союз 90 / Зелені (з 2022).

## Біографія
Народилася 17 січня 1994 року у Фільдерштадті, донька архітектора Екгарда Дітца (мати — соціальна працівниця, 14 років пропрацювала в кризовому центрі допомоги жінкам). У 2012 році Рікарда Ланг закінчила гімназію імені Гельдерліна в Нюртінгені, до 2019 року вивчала право в Гейдельберзькому та Берлінському університетах, але не отримала диплом.
У 2012 році вступила до молодіжної організації партії Союз 90 / Зелені, з 2015 по 2019 рік очолювала її. У 2019 році посідала 25-е місце у партійному списку на виборах до Європейського парламенту та за підсумками голосування не здобула мандату. На парламентських виборах 2021 року пройшла до бундестагу за партійним списком від землі Баден-Вюртемберг і стала першою відкритою бісексуалкою, обраною до німецького парламенту.
14 лютого 2022 Рікарда Ланг і Омід Нуріпур обрані співголовами партії, отримавши підтримку відповідно на рівні 78,7 % і 91,7 % в ході голосування поштою, яким були підтверджені підсумки онлайн-виборів, що пройшли в січні.

## Особисте життя
Ланг живе в Берліні з 2014 року. Вона бісексуалка, що стала першим відкрито бісексуальним членом Бундестагу після її обрання в 2021 році.
25 березня 2023 року вона оголосила про заручини з математиком Флоріаном Вільшем, який працює в Ганноверському університеті імені Готфріда Вільгельма Лейбніца.